# 高子程
高子程（1962年2月—），中共党员，汉族, 康达律师事务所合伙人。

## 代理案件
1. 2009年，李庄案[2]
2. 2009年，陈同海案
3. 2008年，陈良宇案[3][4]
4. 2006年，中国建设银行股份有限公司原董事长张恩照受贿案[5]

## 相关链接
- 康达律师事务所 （页面存档备份，存于）